# RCD-Befrielserörelsen
RCD-Befrielserörelsen (RCD-ML) var en gerillagrupp under Andra Kongokriget, bildad av Mbusa Nyamwisi och hans anhängare inom den kongolesiska rebellrörelsen RCD-Kisangani (RCD-K) sedan man kommit i delo med den tidigare ledaren för RCD-K, Ernest Wamba dia Wamba.
RCD-ML var representerad i övergångsregeringen i Kongo-Kinshasa efter Andra kongokriget.